# Лаппалайнен, Миркка
Миркка Лаппалайнен (фин. Mirkka Lappalainen; род. 1975, Хельсинки, Финляндия) — финский историк, доктор философских и исторических наук, преподаватель финской и скандинавской истории Хельсинкского университета, награждённая самой престижной премией в области научно-популярной литературы Tieto-Finlandia.

## Биография
Родилась в 1975 году в Хельсинки и в 1994 году сдала ЕГЭ по окончании лицея в Калио.
В 1998 году окончила Хельсинкский университет со степенью магистра философских наук, а с 2002 года работала в качестве ассистента на кафедре истории Финляндии и Скандинавии в университете. В 2005 году защитила докторскую диссертацию.
Награждена рядом финских премий за свои исторические работы.
19 ноября 2014 года награждена самой престижной финской премией в области научно-популярной литературы Tieto-Finlandia за книгу «Лев Севера» («Pohjolan leijona»), посвящённую Финляндии эпохи шведского короля Густава II Адольфа.